# Дебогорий-Мокриевич, Владимир Карпович
Владимир Карпович Дебогорий-Мокриевич (12 (24) мая 1848, Чернигов — 1926, Чирпан, Болгария) — русский революционер-народник, мемуарист, публицист.
Младший брат И. К. Дебогорий-Мокриевича.

## Биография
Родился 12 (24) мая 1848 года в Чернигове в семье подольского помещика.
Детство провёл в имении деда в селе Лука-Барская Литинского уезда Подольской губернии.
Учился в Немировской гимназии, а с 1864 года — в Каменец-Подольской гимназии.
В 1866—1871 годах учился на физико-математическом, затем на медицинском факультетах Киевского университета, после окончания которого, увлечённый социалистическими идеями, мечтал создать земледельческие коммуны среди крестьян и с этой целью занялся педагогической деятельностью в Могилёве.
- 1871 — вместе с братом Иваном, Сергеем Коваликом, Григорием Мачтетом, Николаем Судзиловским и другими единомышленниками был в числе организаторов так называемого «американского кружка», который планировал основать за океаном сельскохозяйственную коммуну эмигрантов.
- 1873 — в Швейцарии познакомился с Михаилом Бакуниным, примкнул к «бунтарскому» крылу народнического анархизма. С осени перешёл на нелегальное положение.
- 1874 — по возвращении на родину, поселяется в киевской коммуне с Екатериной Брешко-Брешковской, Николаем Судзиловским и другими. «Ходит в народ» под видом красильщика, но без успеха. Вскоре начались репрессии; Дебогорий-Мокриевич бежал за границу.
- 1875 — вернувшись из-за границы, совместно с Я. Стефановичем организует кружок «Юных бунтарей» с целью организации вооружённого крестьянского восстания. Принимает некоторое участие в подготовке крестьянского восстания в Чигиринском уезде при помощи подложных царских грамот.
- 1876 — в числе расселившихся по сёлам для подготовки заговора-мятежа. Участвовал впоследствии в организации побега народников Якова Стефановича, Льва Дейча и Ивана Бохановского[2] из тюрьмы.
- В конце 1870-х годов Дебогорий-Мокриевич состоит в «центре южного кружка террористов», хотя не был сторонником террора.
- 11 февраля 1879 года арестован в Киеве и приговорён военным судом к 14 годам каторги, но около Иркутска обменивается документами с уголовным ссыльнопоселенцем Павлом Павловым и в ноябре бежит с поселения (село Тельминское Иркутской губернии).
- 1881 — в марте возвращается в Москву, откуда в мае бежит в Швейцарию.
- 1883—1884 — участвует в издании журнала «Вестник Народной воли».
- 1887—1888 — вместе с В. Бурцевым принимал участие в издании журнала «Самоуправление», а в 1889 году входил в редакцию журнала «Свободная Россия». Жил во Франции под фамилией болгарина Антона Стоянова. В начале 1880-х годов служил в Болгарии под фамилией Каблукова.
- 1894 — переехал в Лондон, затем — в Нью-Йорк. В июле окончательно переселился в Болгарию, принял болгарское подданство. Выпустил за границей «Воспоминания» Дебогория-Мокриевича, очень содержательные и увлекательно написанные. О его «Воспоминаниях» Дмитрий Святополк-Мирский в своей «Истории русской литературы» писал: «Они не лишены литературных достоинств: рассказ идёт легко, непринуждённо и полон юмора — почти неизбежного достоинства южных россиян»[3].
- 1899 — В дальнейшей работе стоял на точке зрения либералов. Признавал завоевание политического строя, при котором должна быть децентрализация и земства — основа этого строя.
- 1917 — в августе приехал в Россию.
- с 1922 года проживал в Болгарии.
- 1926 — в начале ноября скончался на юге Болгарии, в городе Чирпан.